# Central SC
Central Sport Club – brazylijski klub piłkarski z siedzibą w mieście Caruaru leżącym w stanie Pernambuco.

## Osiągnięcia
- Wicemistrz stanu Pernambuco: 2007
- Mistrz drugiej ligi stanu Pernambuco (Campeonato Pernambucano de Futebol Série A2): 2005
- Finalista Copa Pernambuco (3): 1996, 1999, 2009
- Torneio Início de Pernambuco: 1973

## Historia
Klub założony został 15 czerwca 1919 pod początkową nazwą Sociedade Musical Comercial Caruaruense. Inicjatorem powstania klubu był Francisco Porto de Oliveira, a autorem nazwy klubu – Severino Bezerra.
W 1986 Central wystąpił w liczącej 80 drużyn pierwszej lidze brazylijskiej (Campeonato Brasileiro Série A), wygrywając swoją grupę i awansując do następnego etapu. Ponieważ w drugim etapie zajął w grupie ostatnie miejsce, oznaczało to, że w następnym sezonie klub zagrać miał w drugiej lidze (Campeonato Brasileiro Série B). W 1986 Central ostatecznie sklasyfikowany został na 33. miejscu.